# اسچالنبرگ (تگزاس)
اسچالنبرگ، تگزاس (به انگلیسی: Schulenburg, Texas) یک شهر در ایالات متحده آمریکا با جمعیت ۲٬۶۹۹ نفر است که در تگزاس واقع شده‌است.

## موقعیت جغرافیایی
موقعیت جغرافیایی شهرها و مناطق اطراف به شرح زیر است: